# Dschabal Jais
Dschabal Dschais (arabisch جَبَل جَيْس, DMG Jabal Jays, en.: Jebel Jais) ist ein Berg auf der Musandam-Halbinsel (رُؤُوْس ٱلْجِبَال‎, Ru’us al-Jibal, جَزِيْرَة مُسَنْدَم \ رَأْس مُسَنْدَم‎). Er gehört zum Nordwestteil des Hadschar-Gebirge im Gouvernement Musandam des Oman und zugleich zum Emirat Ra’s al-Chaima der Vereinigten Arabischen Emirate. Der Gipfel erreicht eine Höhe von 1934 m.

## Geographie
Der Gipfel liegt innerhalb des Oman, aber ein Nebengipfel weiter westlich ist mit 1892 m der höchste Punkt in den Vereinigten Arabischen Emiraten; seine Prominenz beträgt lediglich ca. 10 Meter. Da der Gipfel auf omanischer Seite liegt, wird der Dschabal Yibir (جَبَل ٱلْمبْرَح‎ Jebel Al Mebrah) mit 1527 m als höchster Berg in den Emiraten angesehen.
Der Gipfel ist die Spitze eines Gebirgsmassivs, welches die Musandam-Habinsel beherrscht. Zahlreiche weitere Gipfel liegen im Umkreis, und nach Norden steigen die Berge langsam zur zerklüfteten Küste der Straße von Hormus ab.

## Infrastruktur
Auf der Seite des Oman gibt es kaum Bebauung. Der Berg ist dort nur schwer zugänglich. Auf der Seite der Emirate wurde in jüngerer Zeit viel gebaut. 20 Kilometer Straße wurden erbaut mit Serpentinen, die sich auf dem größten Teil der Strecke den Berg hinaufschlängeln. In der Nähe des Gipfels gibt es einige Parkplätze, Kioske, Toiletten und eine Aussichtsplattform. Nach einem militärischen Checkpoint führt die Straße zur längsten Zip-line weltweit und zu einer Funkzelle von Etisalat. Es gibt auch einen Veranstaltungsplatz für Shows. Entlang der Straße sind neue Gebäude entstanden. 2017 wurde die Straße fertiggestellt; sie war jedoch bis Dezember 2019 noch immer für privaten Verkehr geschlossen. Eine private Backsteinstraße führt noch weiter den Berg hinauf zum Palast von Scheich Saud Bin Saqr Al Qasimi. Der Gipfel kann von dort zu Fuß erreicht werden.

### Jebel Jais ZipLine
Die längste Zipline weltweit wurde im Februar 2018 eröffnet. Sie ist 2.832 Meter lang, die Fahrer erreichen Geschwindigkeiten von bis zu 150 km/h.

### UAE Tour Road Cycling Race
Der Berg und die Straße dienen als Etappe der UAE Tour, eines jährlichen Etappenrennens im Straßenradsport, welche 2019 erstmalig ausgetragen wurde als Teil der UCI World Tour. Die anspruchsvolle Strecke gilt als Königsetappe der gesamten Tour. Zu den Gewinnern der Etappe auf den Dschabal Jais gehören Primož Roglič, Tadej Pogačar und Jonas Vingegaard.

## Klima
Es wurden Temperaturen bis −5 °C gemessen. Gewöhnlich sind die Temperaturen auf dem Berg durchschnittlich 10 °C niedriger als in den anderen Landesteilen. Ähnliche Bedingungen herrschen nur am Hafeet, Yibir, Yanas und Al-Heben.
|                       | Jan  | Feb | Mär  | Apr  | Mai  | Jun  | Jul  | Aug  | Sep  | Okt  | Nov  | Dez  |   |       |
| Mittl. Tagesmax. (°C) | 11,2 | 13  | 17,4 | 21,7 | 26,8 | 30,1 | 30,5 | 29,8 | 27,5 | 23,2 | 17,1 | 13,4 | ⌀ | 21,8  |
| Mittl. Tagesmin. (°C) | 6,3  | 8   | 11,9 | 16,2 | 21,2 | 24,4 | 25   | 24,3 | 22,2 | 17,7 | 12   | 8,3  | ⌀ | 16,5  |
|                       |      |     |      |      |      |      |      |      |      |      |      |      |   |       |
| Niederschlag (mm)     | 24,7 | 13  | 30,2 | 6    | 0,3  | 0    | 0,2  | 0,4  | 0,2  | 5,2  | 12,9 | 9,3  | Σ | 102,4 |

| 6,3 |

| 8 |

| 11,9 |

| 16,2 |

| 21,2 |

| 24,4 |

| 25 |

| 24,3 |

| 22,2 |

| 17,7 |

| 12 |

| 8,3 |

| 6,3 |

| 8 |

| 11,9 |

| 16,2 |

| 21,2 |

| 24,4 |

| 25 |

| 24,3 |

| 22,2 |

| 17,7 |

| 12 |

| 8,3 |

### Schnee
Schneefall ist sehr selten, aber im Januar 2009 gab es Schnee. Das war der zweite Nachweis für Schnee in der Geschichte der Emirate. Davor war nur 2004 Schnee gesehen worden.
Im Februar 2017 schneite es erneut und die Temperaturen fielen bis auf −5 °C, und im Januar 2020 ereignete sich ein Schnee-Hagelschauer bei leichten Minusgraden.

## Bilder

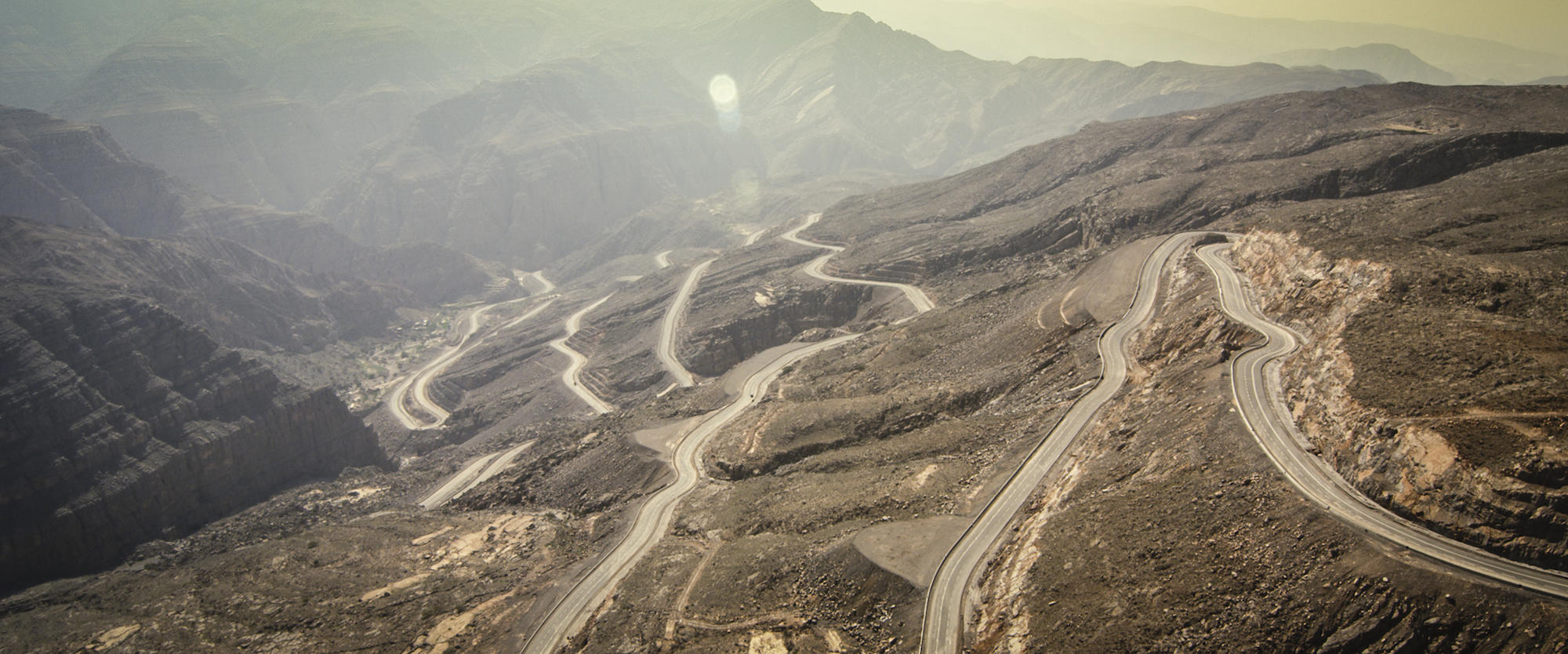
Serpentinen
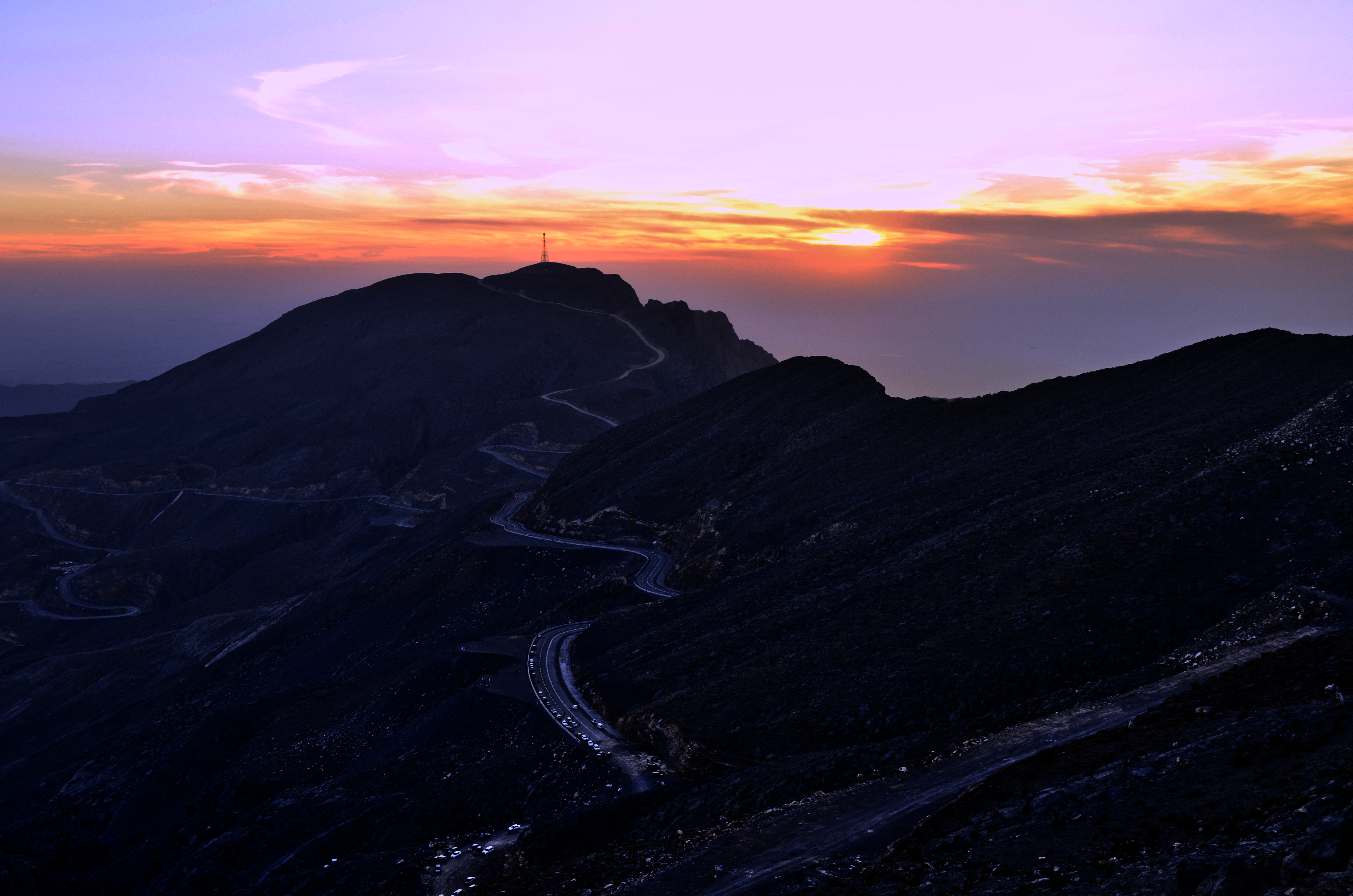
Blick von der Jabal Jais Road
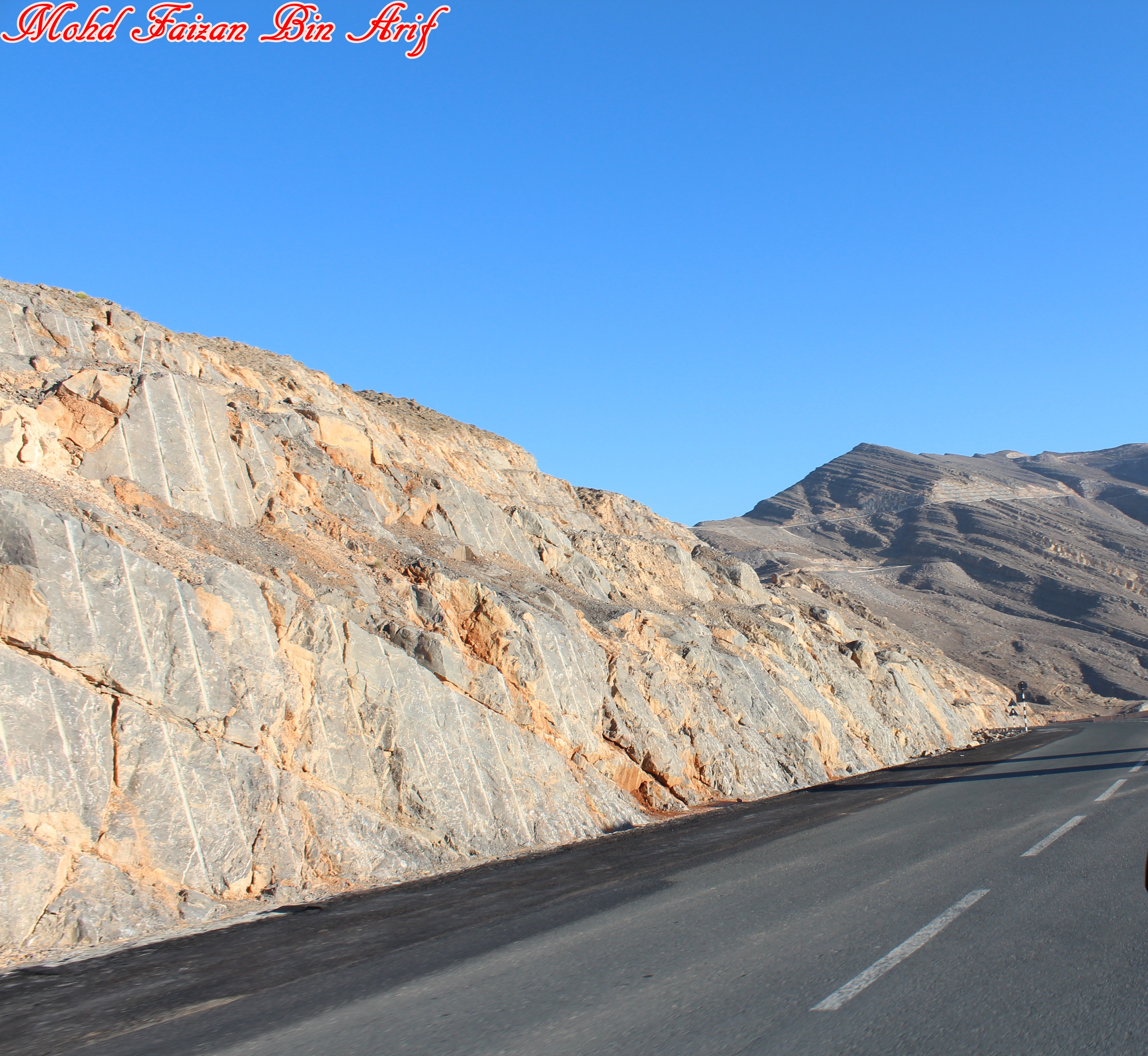
Gesteinsschichten in Ras al Khaimah
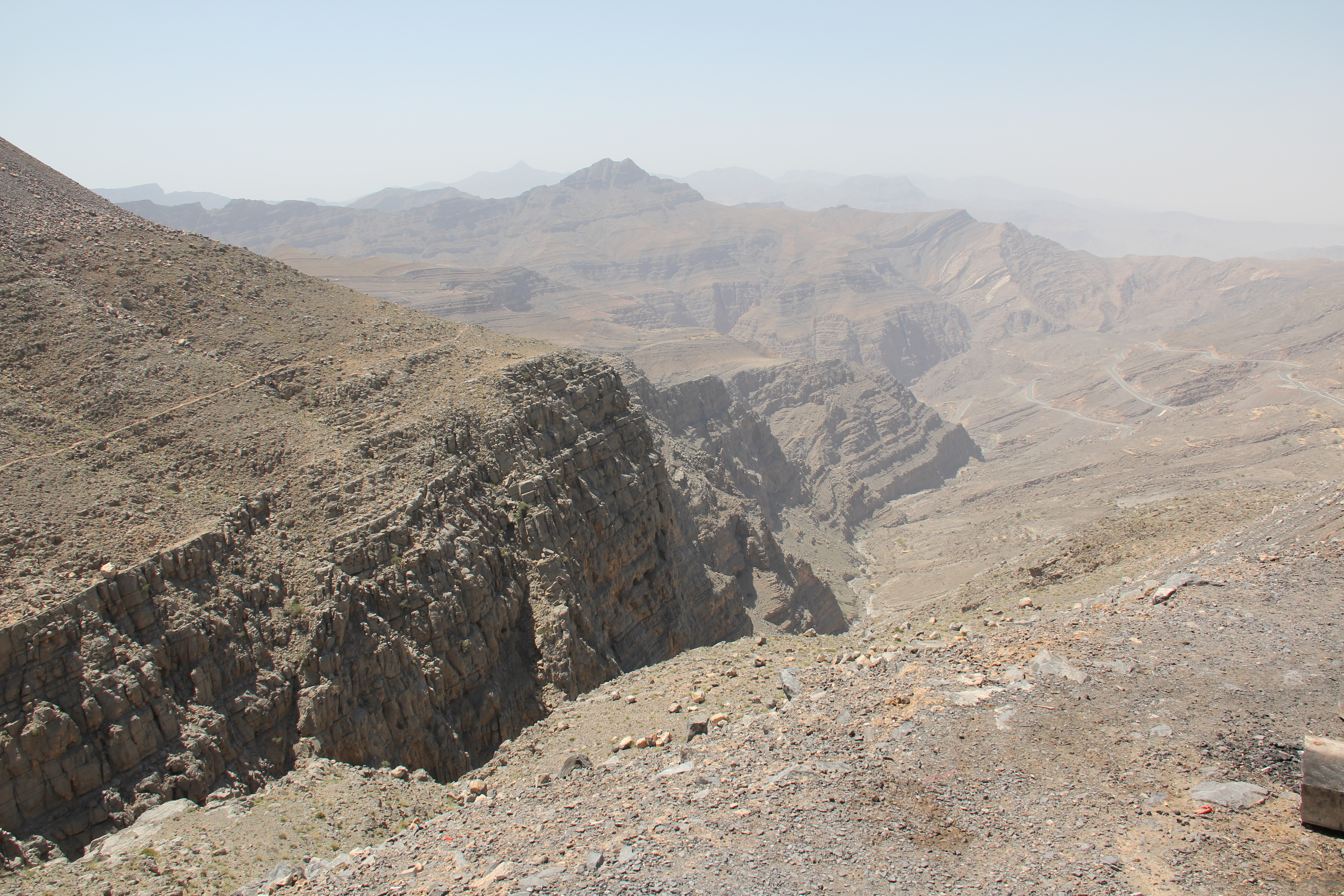
Dschabal Jais
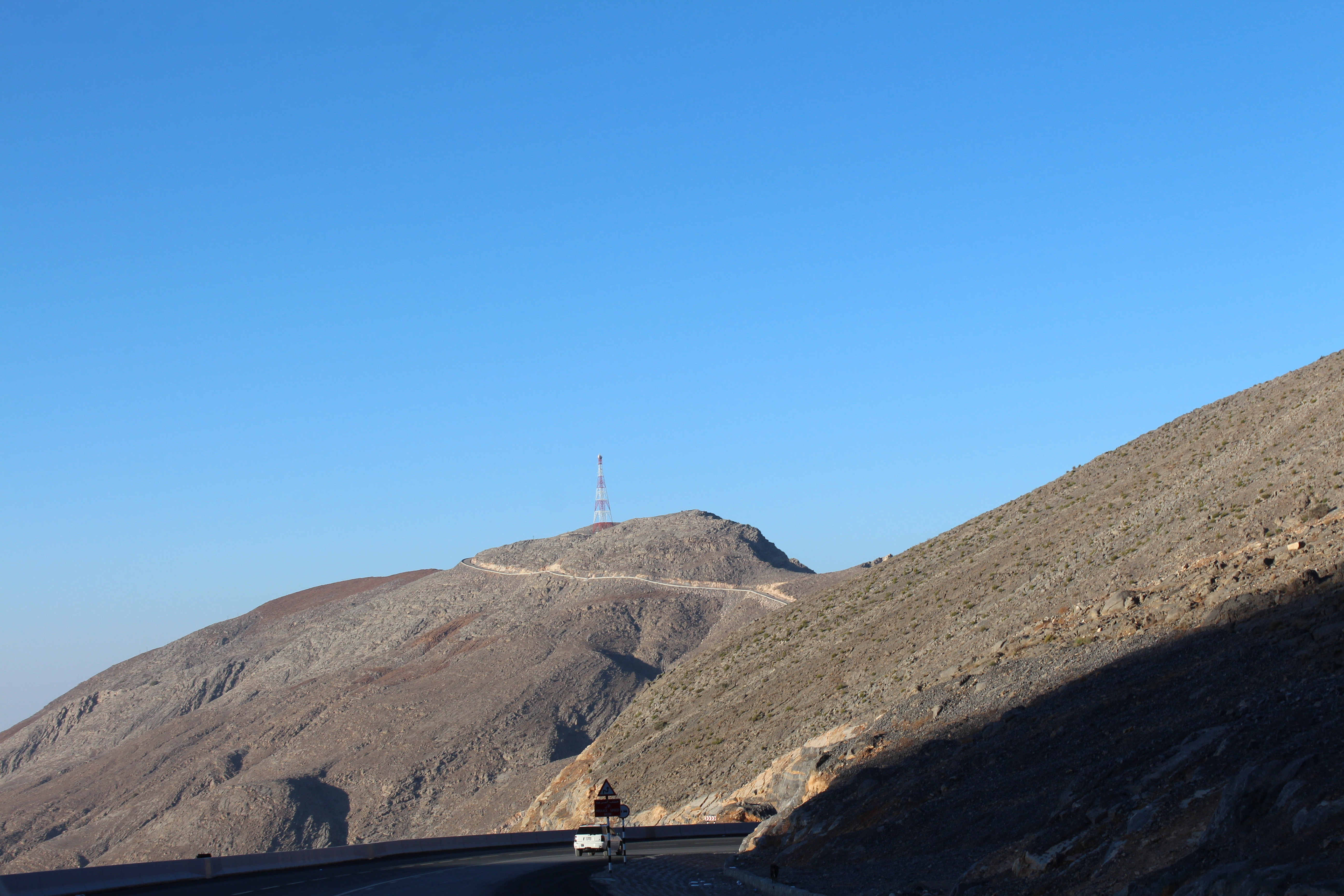
Im Gipfelbereich